# Aldi Diassé
Pour les articles homonymes, voir Diassé.
 (mai 2018).
Cheikh Aliou Abitalib Diasse (né en 1997), plus connu sous le nom d'artiste de Aldi Diassé, est un entrepreneur et directeur artistique sénégalais, issu de la banlieue dakaroise. Il a travaillé sur plusieurs projets au Sénégal et à l’international en qualité d’artiste photographe professionnel et de designer.

## Biographie
Spécialiste des arts visuels et du design, il a collaboré avec des entreprises prestigieuses telles que Air France, AccorHôtels,, Orange, Verlune, BSIC Bank, Oxygen Africa, entre autres. 
Lauréat du Prix Poseam Entrepreneur social en 2017 avec la startup Ownlabs, Aldi Diassé est un passionné de culture urbaine et de l’univers des Comics. 
Dans ses œuvres artistiques, il allie tradition africaine et modernité citadine avec un leitmotiv dans toutes ses créations: montrer l’image d’une Afrique émergente et décomplexée,. Son art, comme l’illustre sa première grande exposition, vise à transcender et à sublimer l’Afrique du quotidien.